# Bärbel Wöckelová
Bärbel Wöckelová, rozená Eckertová (* 21. března 1955, Lipsko, Sasko), je bývalá východoněmecká atletka, dvojnásobná olympijská vítězka a mistryně Evropy v běhu na 200 metrů.

## Kariéra
První mezinárodní úspěchy zaznamenala v roce 1973 na ME juniorů v tehdy západoněmeckém Duisburgu, kde získala dvě zlaté medaile (200 m, 4 × 100 m). O rok později získala na evropském šampionátu v Římě zlatou medaili ve štafetě na 4 × 100 metrů. V individuálním závodě na 100 metrů postoupila do finále, kde skončila na 7. místě v čase 11,46 s.

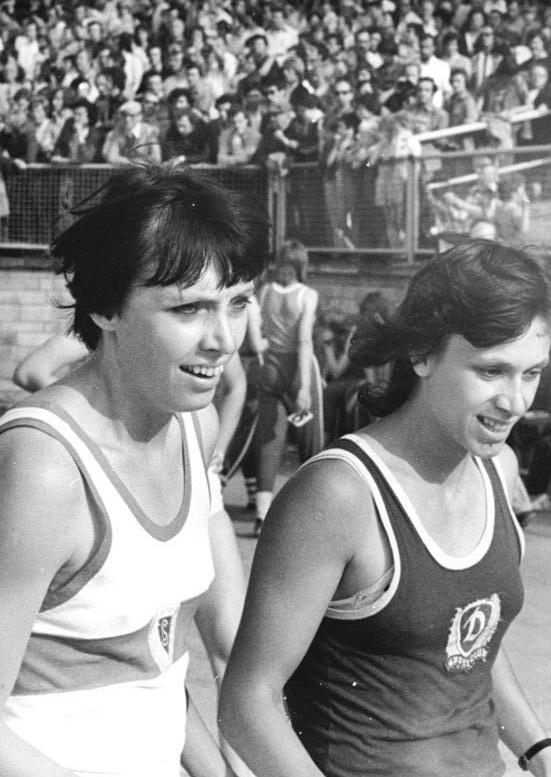
Bärbel Eckertová a Romy Schneiderová (vpravo)

V roce 1978 nestartovala na ME atletice v Praze. Na následujícím evropském šampionátu v roce 1982 v Athénách však vybojovala tři medaile. V běhu na 100 metrů získala stříbro, když byla o devatenáct setin sekundy pomalejší než Marlies Göhrová. Na dvojnásobné trati si doběhla v čase 22,04 s pro zlatou medaili a druhé zlato vybojovala společně s Gesine Waltherovou, Sabine Güntherovou a Marlies Göhrovou v krátké štafetě.

### Letní olympijské hry
Poprvé reprezentovala na olympiádě v Montrealu v roce 1976, kde se stala olympijskou vítězkou v běhu na 200 metrů. Ve finále trať zaběhla v čase 22,37 s. O dvě setiny pomalejší byla Annegret Richterová z NSR a bronz vybojovala Renate Stecherová z NDR. Druhé zlato získala ve štafetě, kde kromě Stecherové běžela finále také Marlis Oelsnerová a Carla Bodendorfová.
O čtyři roky později se na letních olympijských hrách v Moskvě probojovala do finále běhu na 200 metrů druhým nejrychlejším časem v semifinále. Ve finálovém klání cílem proběhla v čase 22,03 s jako první a obhájila titul z předchozí olympiády, což se předtím žádné další sprinterce na této trati nepovedlo. Později totéž dokázala Veronica Campbellová z Jamajky na olympiádě v Athénách 2004 a v Pekingu 2008.
Čtvrtou, zlatou olympijskou medaili vybojovala společně s Romy Müllerovou, Ingrid Auerswaldovou a Marlies Göhrovou v závodě na 4 × 100 metrů. Trasu zaběhly v novém světovém rekordu 41,60 s. Tento čas je dodnes olympijským rekordem.

## Osobní rekordy
- 100 m – (10,95 s – 1. července 1982, Drážďany)
- 200 m – (21,85 s – 21. července 1984, Postupim)